# Dovyalis rhamnoides
Dovyalis rhamnoides är en videväxtart som beskrevs av William John Burchell, William Henry Harvey och Sond.. Dovyalis rhamnoides ingår i släktet Dovyalis och familjen videväxter. Inga underarter finns listade i Catalogue of Life.